# Hemidactylus puccionii
Hemidactylus puccionii är en ödleart som beskrevs av  Enrica Calabresi 1927. Hemidactylus puccionii ingår i släktet Hemidactylus och familjen geckoödlor. Inga underarter finns listade i Catalogue of Life.